# The Most Beautiful Moment in Life: Young Forever
The Most Beautiful Moment in Life: Young Forever (화양연화 Young Forever?, 花樣年華 Young Forever?, Hwa-yang-yeonhwa Young ForeverLR) è la seconda compilation del gruppo sudcoreano BTS, pubblicata il 2 maggio 2016.

## Descrizione
Il 21 marzo 2016, la Big Hit Entertainment ha annunciato un imminente ritorno dei BTS sulle scene e un concerto previsto per il maggio seguente. Il 19 aprile è uscito il video musicale di Epilogue: Young Forever. La tracklist è stata resa nota il 27 aprile, quando è stato annunciato che si sarebbe trattato di una compilation da ventitré tracce: essa comprende tre inediti (Fire, Save Me ed Epilogue: Young Forever), tutti i brani dei due EP The Most Beautiful Moment in Life, Pt. 1 e Pt. 2 (tranne Boyz With Fun, Never Mind e le due Skit), dei remix di I Need U, Run e Butterfly, e versioni estese di House Of Cards e Love Is Not Over. Il 29 aprile è stata caricata online un'anteprima del video musicale di Fire, che è uscito il 2 maggio insieme al disco. Questo è stato commercializzato con due grafiche diverse denominate "Day" e "Night". Il 15 maggio è stato caricato online il videoclip di Save Me, girato in ripresa continua.
Musicalmente, The Most Beautiful Moment in Life: Young Forever ha consolidato il sound proprio dei BTS, con Fire e Save Me che uniscono generi di tendenza all'identità hip hop del gruppo. Su un beat elettropop, Fire esorta a vivere con gioia e senza paura. L'espressione gergale "Bulta-oreune" (불타오르네?; lett. "Va a fuoco"), che apre il pezzo e fa da titolo in coreano, è stata pronunciata improvvisamente da Suga durante una sessione di brainstorming con Pdogg, Bang Si-hyuk e gli altri membri dei BTS quando il 90% del brano era completo, e utilizzata sentendo che avrebbe "davvero legato insieme e completato la canzone senza intoppi". Nel mix finale è stata utilizzata direttamente la registrazione improvvisata dal rapper durante il brainstorming. Save Me è una richiesta di aiuto per quando si è in uno stato di disperazione, e unisce tropical house e pop, mentre Epilogue: Young Forever parla del scendere a patti con la fugacità della giovinezza e l'imperfezione del mondo.
Il 1º maggio, i BTS hanno presentato in anteprima l'album durante una trasmissione sull'app V Live di Naver, mentre il 7 maggio c'è stata la conferenza stampa del tour 2016 BTS LIVE The Most Beautiful Moment in Life On Stage: Epilogue. Le prime esibizioni si sono quello stesso giorno e l'8 maggio alla Olympic Gymnastics Arena in Corea del Sud, dove il gruppo ha eseguito le canzoni del disco. Il tour è continuato in nove città all'estero, concludendosi in Giappone. Le promozioni ai programmi musicali in patria sono durate una settimana, iniziando il 12 maggio a M Countdown.
Il 15 marzo 2017 è stata pubblicata l'edizione giapponese, composta dai due CD e da un DVD con i video musicali di I Need U, Dope, Run, Epilogue: Young Forever, Fire e Save Me e una galleria di foto.

## Accoglienza
Billboard ha incluso The Most Beautiful Moment in Life: Young Forever tra i trenta album migliori pubblicati dalle boy band nel trentennio 1990-2020 in posizione 3, descrivendolo come "un panorama sonoro che ha cambiato per sempre il volto del mondo della musica per il modo in cui è diventato un'era cruciale nella carriera dei BTS" e giudicandolo un "capolavoro" contenente alcune delle canzoni più schiette e d'impatto del gruppo, segnalando, in particolare, Dope e Epilogue: Young Forever.
Il critico Kim Young-dae l'ha definito "la svolta definitiva" e "certamente uno degli album più importanti della carriera dei BTS", in cui viene raggiunto "uno squisito equilibrio tra attrattiva popolare e commerciabilità". Ha posto particolare enfasi su Epilogue: Young Forever, "un capolavoro straordinario che condensa l'essenza e il sentimento di tutte le tematiche della serie sulla Gioventù".

## Tracce

### CD 1
1. Suga – Intro: The Most Beautiful Moment in Life (화양연화?, Hwa-yeong-yeonhwaLR) – 2:03 (Slow Rabbit, Suga)
2. I Need U – 3:31 (Pdogg, "Hitman" Bang, Rap Monster, Suga, J-Hope, Brother Su)
3. Hold Me Tight (잡아줘?, Jab-ajwoLR) – 4:35 (Slow Rabbit, Pdogg, V, Rap Monster, Suga, J-Hope, Kim Beon-chang)
4. Dead Leaves (고엽?, Go-yeopLR) – 4:28 (Suga, Slow Rabbit, Jeon Jung-kook, "Hitman" Bang, Rap Monster, J-Hope, Pdogg)
5. Butterfly (prologue mix) – 4:56 ("Hitman" Bang, Slow Rabbit, Brother Su)
6. Run – 3:57 (Pdogg, "Hitman" Bang, Rap Monster, Suga, V, Jeon Jung-kook, J-Hope)
7. Ma City – 4:18 (Pdogg, "Hitman" Bang, Rap Monster, Suga, J-Hope)
8. Silver Spoon (뱁새?, BaepsaeLR) – 3:54 (Pdogg, Supreme Boi, Rap Monster, Slow Rabbit)
9. Dope (쩔어?, Jjeor-eoLR) – 4:00 (Slow Rabbit, Gwotbangmang-i, "Hitman" Bang, Rap Monster, Suga, J-Hope)
10. Fire (불타오르네?, Bulta-oreuneLR; lett. "Va a fuoco") – 3:23 (Pdogg, "Hitman" Bang, Rap Monster, Suga, Devine Channel)
11. Save Me – 3:19 (Pdogg, Ray Michael Djan Jr, Ashton Foster, Samantha Harper, Rap Monster, Suga, J-Hope)
12. Epilogue: Young Forever – 2:52 (Slow Rabbit, Rap Monster, "Hitman" Bang, Suga, J-Hope)

Durata totale: 45:16

### CD 2
1. Converse High – 3:29 (Pdogg, Slow Rabbit, Rap Monster, Suga, J-Hope)
2. Moving On (이사?, IsaLR) – 4:52 (Pdogg, Rap Monster, Suga, J-Hope)
3. Whalien 52 – 4:04 (Pdogg, Brother Su, "Hitman" Bang, Rap Monster, Suga, J-Hope, Slow Rabbit)
4. Butterfly – 4:00 ("Hitman" Bang, Slow Rabbit, Pdogg, Brother Su, Rap Monster, Suga, J-Hope)
5. Jin, Park Ji-min, V e Jeon Jung-kook – House of Cards (Full Length Edition) – 3:46 (Slow Rabbit, Brother Su, "Hitman" Bang)
6. Love Is Not Over (Full Length Edition) – 3:42 (Jeon Jung-kook, Slow Rabbit, Pdogg, Jin, Rap Monster, Suga, J-Hope)
7. I Need U (Urban Mix) – 3:35 (Pdogg, "Hitman" Bang, Rap Monster, Brother Su)
8. I Need U (Remix) – 3:42 (Pdogg, "Hitman" Bang, Rap Monster, Brother Su)
9. Run (Ballad Mix) – 4:17 (Pdogg, "Hitman" Bang, Rap Monster, Suga, V, Jeon Jung-kook)
10. Run (Alternative Mix) – 3:56 (Pdogg, "Hitman" Bang, V, Jeon Jung-kook)
11. Butterfly (Alternative Mix) – 4:01 ("Hitman" Bang, Slow Rabbit, Pdogg, Brother Su, Rap Monster, Suga, J-Hope)

Durata totale: 43:24

## Formazione
Crediti tratti dalle note di copertina dell'album.
Gruppo
- Jin – voce, scrittura (traccia 18)
- Suga – rap, scrittura (tracce 1-4, 6-7, 9-16, 18, 21, 23), tastiera (traccia 4), produzione (traccia 4)
- J-Hope – rap, scrittura (tracce 2-4, 6-7, 9, 11-16, 18, 23)
- Rap Monster – rap, scrittura (tracce 2-4, 6-16, 18-21, 23), produzione (traccia 12), ritornello (traccia 13)
- Park Ji-min – voce, ritornello (traccia 10)
- V – voce, scrittura (tracce 3, 6, 21-22), ritornello (traccia 9)
- Jeon Jung-kook – voce, ritornelli (tracce 2-16, 18, 22-23), scrittura (tracce 4, 6, 18, 21-22), produzione (traccia 18), tastiera (traccia 18), arrangiamento voci (traccia 18)

Produzione
- Ahn Soo-wan – arrangiamento archi (traccia 21)
- "Hitman" Bang – scrittura (tracce 2, 4-7, 9-10, 12, 15-17, 19-23), produzione (traccia 5), tastiera (traccia 5)
- Boradori – remix (traccia 19), tastiera (traccia 19)
- Brother Su – scrittura (tracce 2, 5, 15-17, 19-20, 23)
- Ray Michael Djan Jr – scrittura (traccia 11)
- Byulnara eonni – arrangiamento archi (tracce 5, 16-17, 23)
- Devine Channel – scrittura (traccia 10)
- Ashton Foster – scrittura (traccia 11)
- Gwotbangmang-i – scrittura (traccia 9)
- Hamstring – archi (tracce 5, 16-17, 23)
- Samantha Harper – scrittura (traccia 11)
- Bob Horn – missaggio (traccia 22)
- Jung Jae-pil – chitarra (tracce 4-6, 13, 16, 21-23)
- Jung Soo-wan – chitarra (traccia 12)
- Kim Beon-chang – scrittura (traccia 3)
- Kim Bo-sung – missaggio (traccia 20), registrazione (traccia 21)
- Kim Sung-min – chitarra (traccia 19)
- Sam Klempner – missaggio (tracce 8, 11)
- Lee Joo-young – basso (tracce 5, 21)
- Pdogg – scrittura (tracce 2-4, 6-8, 10-11, 13-16, 18-23), arrangiamento rap (tracce 1-3, 6-10, 13-15, 22-23), registrazione (tracce 1-10, 13-17, 22-23), produzione (tracce 2, 6-11, 13-16, 22), tastiera (tracce 2, 6-11, 13-16, 22-23), sintetizzatore (tracce 2, 4, 6-16, 22-23), arrangiamento voci (tracce 2, 5-10, 14-15, 17, 22-23), ritornello (tracce 8, 10), programmazione aggiuntiva (tracce 12, 20), campione vocale (traccia 15), remix (traccia 23)
- James F. Reynolds – missaggio (tracce 2, 6, 9-10, 23)
- Shaun – remix (traccia 20), tastiera (traccia 20), sintetizzatore (traccia 20)
- Slow Rabbit – scrittura (tracce 1, 3-5, 8-9, 12-13, 15-18, 23), produzione (tracce 1, 3-4, 12-13, 17-18, 21), tastiera (tracce 1, 12, 18, 21), sintetizzatore (tracce 1, 3-5, 17, 19, 21), arrangiamento voci (tracce 3, 5, 11-14, 18, 23), registrazione (tracce 3, 5, 11-12, 14, 16-18, 23), arrangiamento rap (tracce 11-12), remix (traccia 19)
- Supreme Boi – scrittura (traccia 8), ritornello (traccia 8), arrangiamento rap (traccia 8), produzione campione vocale (traccia 8), registrazione (traccia 8)
- Yang Ga – missaggio (tracce 1, 3-5, 7, 12, 14-19, 21), registrazione (tracce 5, 13)
- Yungstring – archi (traccia 21)

## Successo commerciale
In Corea del Sud The Most Beautiful Moment in Life: Young Forever ha raggiunto oltre 300 000 copie dopo meno di una settimana di preordini, è stato primo nella Circle Chart per due settimane consecutive ed è arrivato al primo posto di quella mensile di maggio con poco più di 310 000 copie, diventando il quarto album più venduto del 2016 secondo la classifica coreana.  I BTS hanno ricevuto il loro primo daesang con questo disco, aggiudicandosi il riconoscimento Album dell'anno ai Melon Music Award. Fire ha conquistato un all-kill e ricevuto tre trofei dei programmi musicali (M Countdown, Music Bank e Inkigayo).
Negli Stati Uniti The Most Beautiful Moment in Life: Young Forever è diventato la seconda uscita consecutiva dei BTS a entrare nella Billboard 200, alla posizione 107, mentre ha debuttato secondo nella Billboard World Albums e decimo nella Billboard Top Heatseekers. I BTS hanno raggiunto la vetta della classifica Billboard World Digital Songs, occupando i primi tre posti con Fire, Save Me e Epilogue: Young Forever, risultato mai conseguito fino a quel momento da un artista coreano.
Il video musicale di Fire è stato il videoclip dei BTS a superare più velocemente un milione di visualizzazioni (in sei ore), e ha raggiunto i 10 milioni in 75 ore. Fire e Save Me sono stati, rispettivamente, primo e secondo nella lista dei video K-pop più visti in America e nel mondo nel mese di maggio 2016.

## Classifiche

### Classifiche settimanali
| Classifica (2016-2020) | Posizione massima |
| ---------------------- | ----------------- |
| Belgio (Fiandre)       | 118               |
| Belgio (Vallonia)      | 164               |
| Canada                 | 99                |
| Corea del Sud          | 1                 |
| Giappone               | 15                |
| Paesi Bassi            | 189               |
| Stati Uniti            | 107               |
| Ungheria               | 13                |

### Classifiche di fine anno
| Classifica (2016) | Posizione |
| ----------------- | --------- |
| Corea del Sud     | 4         |
| Classifica (2017) | Posizione |
| Corea del Sud     | 98        |
| Classifica (2018) | Posizione |
| Corea del Sud     | 85        |
| Classifica (2019) | Posizione |
| Corea del Sud     | 43        |
| Classifica (2020) | Posizione |
| Corea del Sud     | 64        |
| Classifica (2021) | Posizione |
| Corea del Sud     | 58        |

## Riconoscimenti
- Circle Chart Music Award
  - 2017 – Candidatura Album dell'anno – secondo trimestre[53]
- Melon Music Award
  - 2016 – Album dell'anno[33]